# На нож (тактика)
Вижте пояснителната страница за други значения на На нож.
На нож е тактика, използвана по време на война, за първи път от България през Балканските войни по време на пехотната тактика щикова атака. Изразява се в щикова атака под вражеския обстрел, с неизбежните в случая жертви, за постигане на някакво преимущество – преодоляване на ограждения, завоюване на позиции и т.н. В привидно безразсъдната тактика се крие и потенциала за внасяне на смут в противниковите редици. В България тактиката се изпълнява с бойния вик „На нож!“.

## Бойният вик в българската армия
Характерна особеност в началото на Балканската война са многото срещни боеве. Те се отличават с дръзки, внезапни и стремителни действия на пехотата, съчетани с бързо огнево осигуряване на артилерията. В десетки ръкопашни схватки, по време на многобройните сражения, българите побеждават противника си благодарение на масовите атаки с щик, сред които битката при Одрин, битката при Булаир, битката при с. Селиолу на 9 октомври, и др.. Често командирите с извадени саби и с вик „Напред! На нож“ повеждат на бой своите роти и дружини.

## Отразяване от чужди кореспонденти
- По повод атаките „на нож“ донесение до Генералния щаб на австро-унгарската армия гласи: „Атаката е в кръвта на българите, техният боен дух и техният устрем са достойни за възхищение“.
- Луиджи Бардзини, кореспондентът на „Кориере де ла сера“, описва атаките така: „Това бе една човешка вълна… Една буря от хора… Не можем да си представим без смайване и възхищение една поредица от фортове, превзети с атака „На нож!“.
- Вестник „Таймс“: „Българските войници отидоха на бойното поле от нивата и кошарата, но се биха като герои. Те нарушиха много военни правила. Те не искаха да знаят, че байонетът (щикът) е излязло от употреба оръжие и се хвърляха „На нож“ от 500 метра, без да могат да ги удържат техните командири. Нищо не беше в състояние да спре тяхното неудържимо напредване. И преди Европа да разбере какво става, изметоха турците от Тракия. Такъв е духът на един въоръжен народ, възпламенен от една кауза, която той вярва, че е права“.
- Лорд Ноел Бъкстон – председателят на Балканския комитет – пише с възхищение за храбростта и саможертвата на българите. В публикациите си той разяснява на английските читатели как бойният вик „Напред! На нож!“ се счува на бягащите турци тъкмо като „По пет на нож!“. По този повод са отпечатани редица картички с текст: „По пет на нож“ – „Шишъ-кебабъ“.[4]

## Символика
Атаките „на нож“ на бойното поле, често в условията на изчерпани боеприпаси, олицетворяват волята за победа в почтен двубой. Възгласът „На нож“ е един от символите, с които се асоциира героизма на Българската армия.